# Солка (Њамц)
Солка (рум. Solca) насеље је у Румунији у округу Њамц у општини Оничени. Oпштина се налази на надморској висини од 262 m.

## Становништво
Према подацима из 2002. године у насељу је живело 732 становника, од којих су сви румунске националности.